# Epipterygium tozeri
Epipterygium tozeri là một loài Rêu trong họ Bryaceae. Loài này được (Grev.) Lindb. mô tả khoa học đầu tiên năm 1865.